# Geologická mapa (Zahrady)
Reliéfní geologická mapa je unikátní kulturní památka, která se nachází ve Šluknovském výběžku u domu čp. 30 ve vesnici Zahrady, části města Krásná Lípa v okrese Děčín v Ústeckém kraji. Model krajiny v okolí Vlčí hory, vytvořený místním občanem Rudolfem Köglerem ve 30. letech 20. století s použitím hornin z jednotlivých lokalit, je zapsaný na Ústředním seznamu kulturních památek České republiky pod číslem 45055/5-5052.

## Historie
Textilní návrhář a amatérský přírodovědec, geolog a astronom Rudolf Kögler vybudoval na zahradě svého domu plastickou geologickou mapu zdejšího regionu v letech 1931 až 1935. Během dalších dvou let prostor kolem geologické mapy doplnilo alpinum. V roce 1937 Rudolf Kögler své dílo zpřístupnil veřejnosti. O čtyři roky později, 12. října 1941 byla otevřena 12 kilometrů dlouhá naučná stezka, kterou Rudolf Kögler vybudoval s pomocí členů Horského spolku pro nejsevernější Čechy a dalších svých přátel. Naučná stezka se sedmi desítkami tabulí, opatřených informačními texty, vedla podél trasy lužického zlomu od Vápenky u Doubice až k Vlčí hoře. Po druhé světové válce se stezku nepodařilo obnovit, byla znovu zpřístupněna až v roce 2006, kdy se její původní trasa stala součástí nové, 23 kilometrů dlouhé Köglerovy naučné stezky Krásnolipskem se čtyřmi desítkami zastavení. Po smrti Rudolfa Köglera v roce 1949 převzala funkci průvodkyně geologické mapy jeho manželka Anna a později ji vystřídala Köglerova vnučka.

## Popis mapy
Mapa, vytvořená na ploše 50 m2 , představuje zmenšenou kopii území mezi údolím Mandavy, Panským, Vlčí horou, Brtníky, Kyjovem, Doubicí a Krásným Bukem. Na všech těchto místech Rudolf Kögler nasbíral autentické horniny a z nich pak u svého domu v Zahradách vytvořil plastický model zdejší krajiny. Uprostřed mapy je vyznačen průběh lužického zlomu, další ukázky, jako například horniny s tektonickými zrcadly, nalezené v okolí Vlčí hory, jsou součástí květinových skalek kolem geologické mapy.

## Přístup
Kulturní památka s okolním alpinem se nachází v postranní ulici zhruba 100 metrů severně od turistického rozcestníku poblíž přejezdu přes jednokolejnou železniční trať Krásná Lípa – Panský. Přístup k domu čp. 30 v Zahradách je možný buď po trase Köglerovy naučné stezky z Vlčí Hory nebo asi 500 metrů po žlutě značené turistické cestě od autobusové zastávky Krásná Lípa, Zahrady, rozc. či od železniční zastávky Zahrady u Rumburka na trati Krásná Lípa - Panský, která je jako odbočná trať se sezónním provozem součástí železniční trati Rumburk – Panský – Mikulášovice.
Zahrada s geologickou mapou je přístupná veřejnosti v doprovodu majitelů nemovitosti v letní sezóně od poloviny května do konce září v době od 8 do 17 hodin. Otevírací dny jsou neděle až čtvrtek, v pátek a v sobotu je památka uzavřena. 

## Galerie

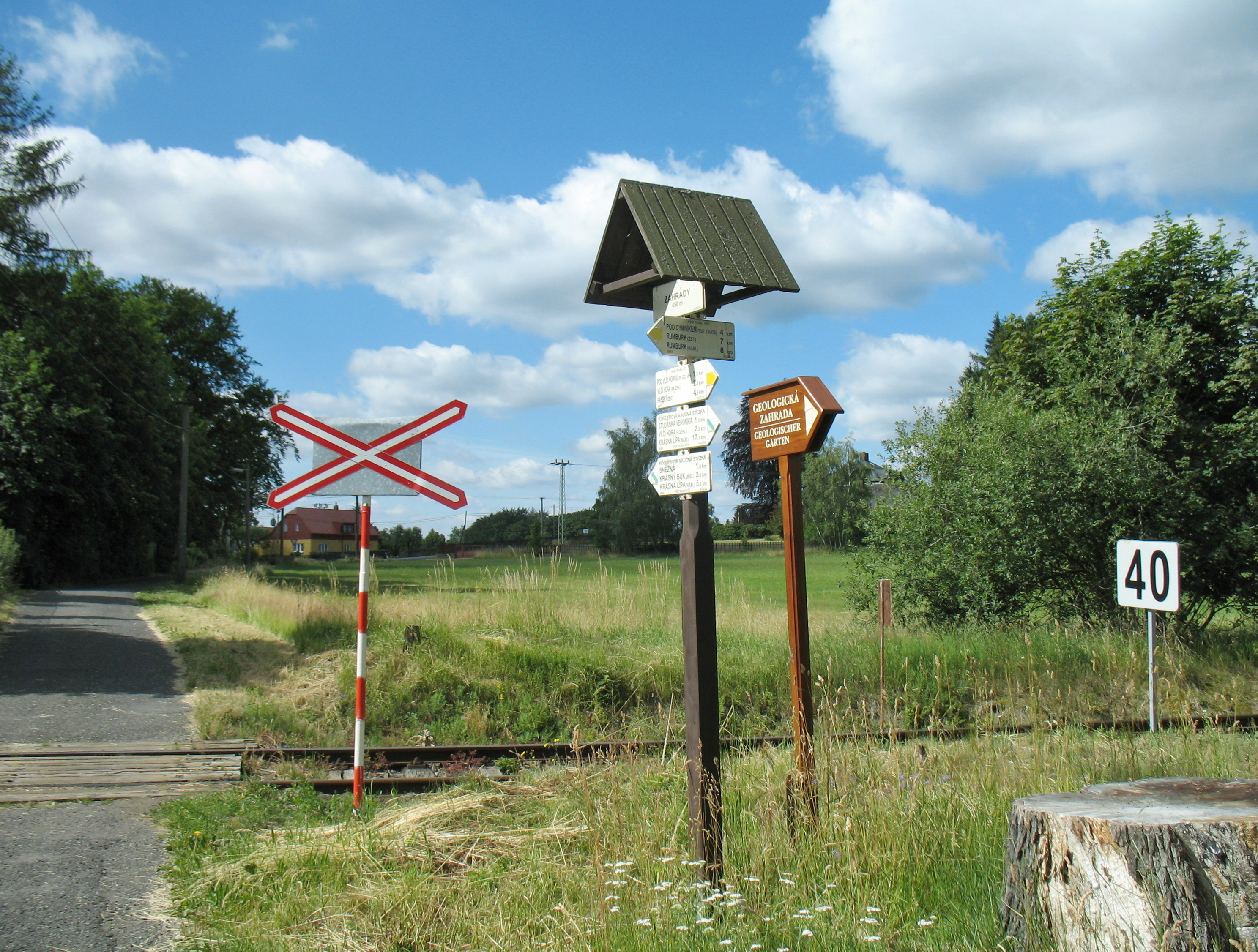
Rozcestí s ukazatelem u železniční trati
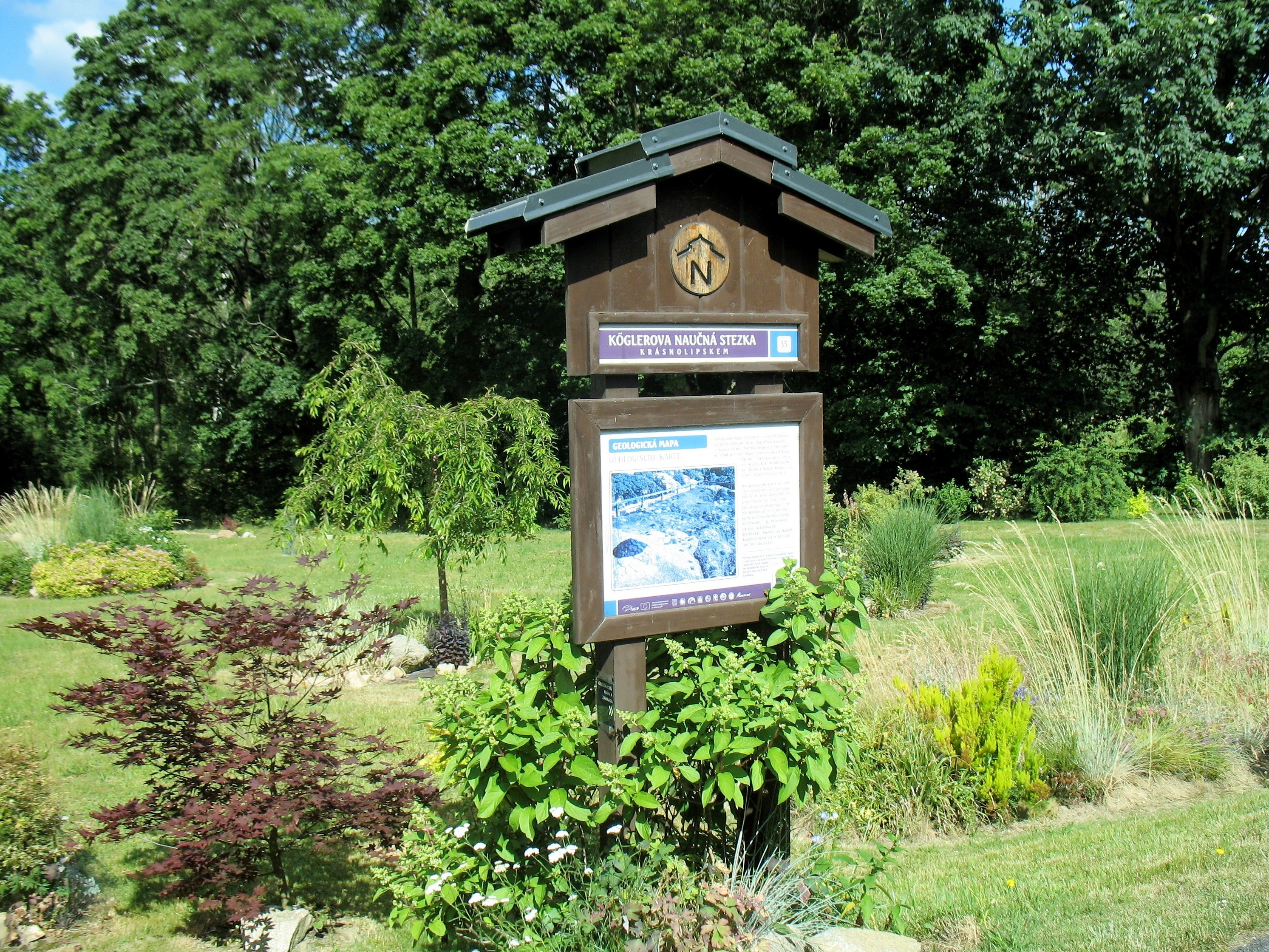
Zastavení Köglerovy naučné stezky a zahradní úprava
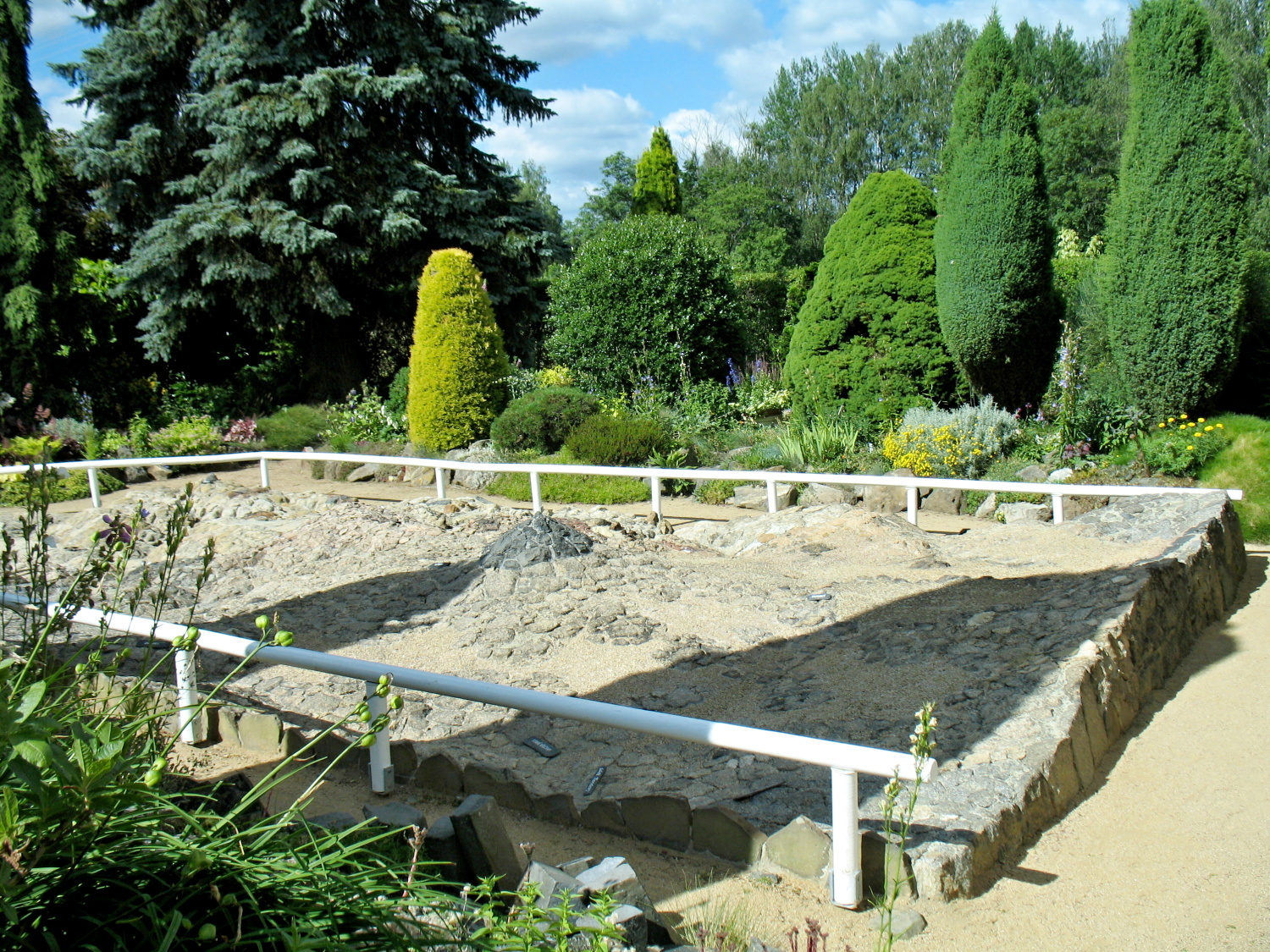
Celkový pohled na mapu s Vlčí horou uprostřed
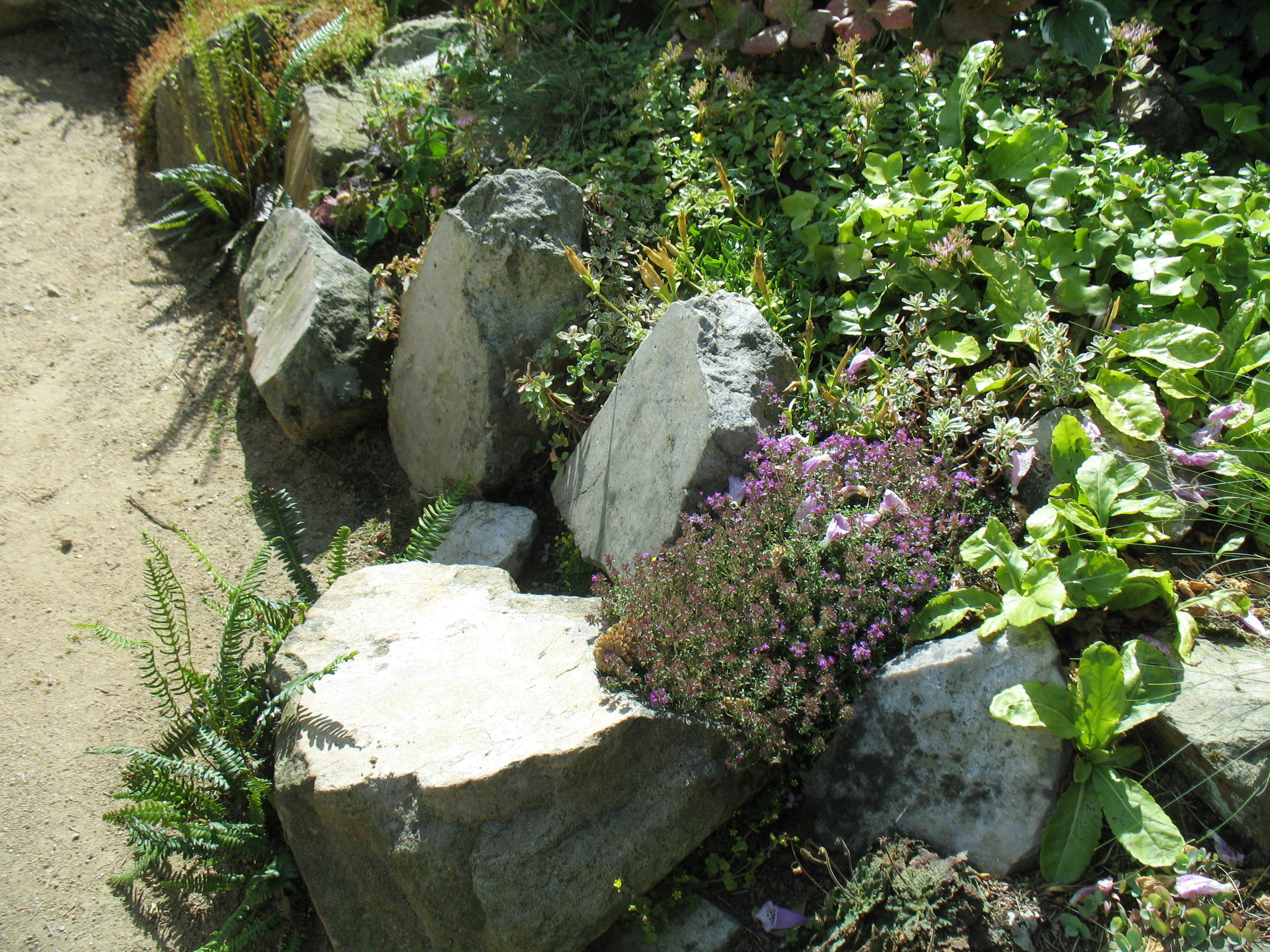
Ukázky tektonických zrcadel na skalce
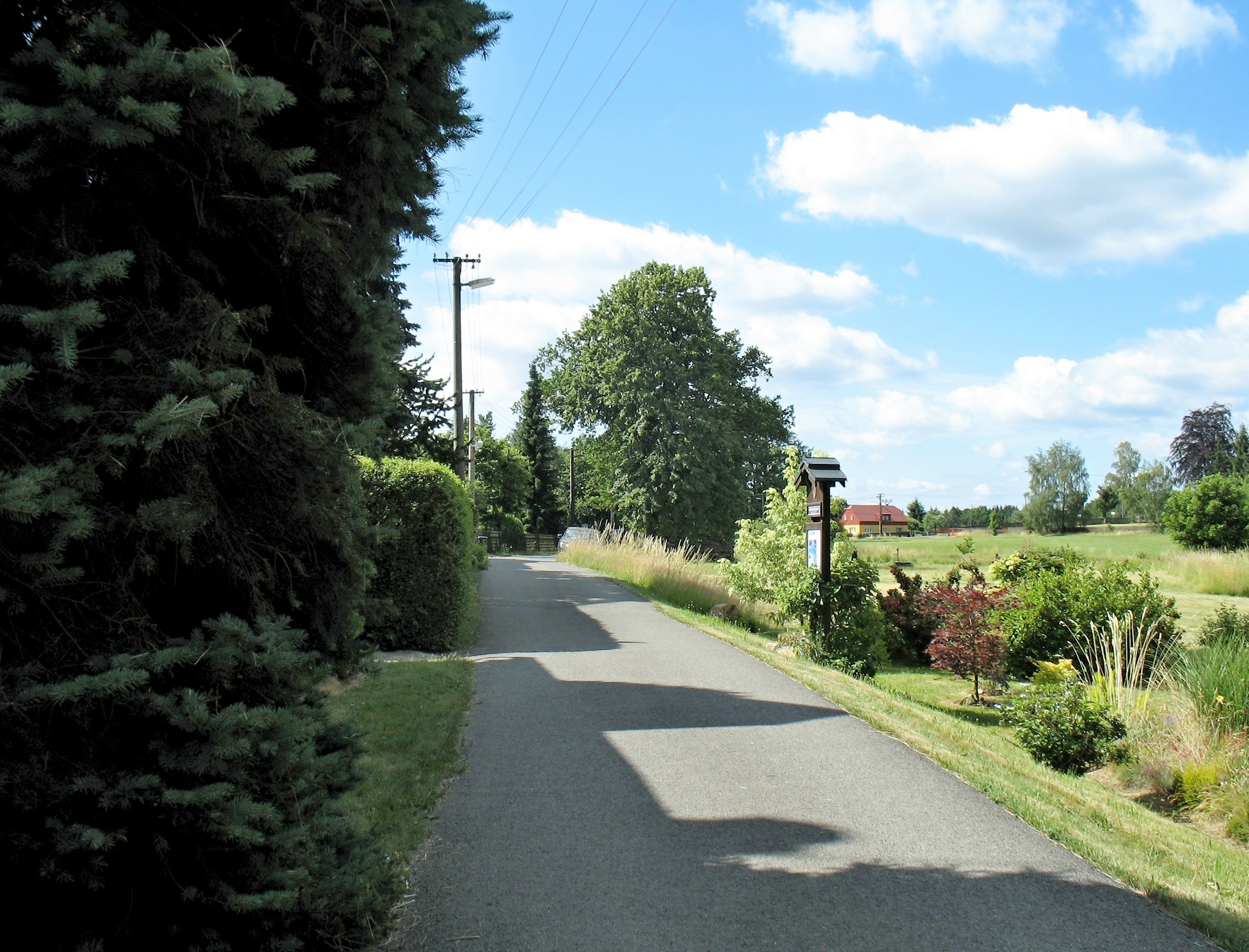
Ulice před domem čp. 30 v Zahradách